# Rouzbeh Djalaie
Rouzbeh Djalaie, född 9 augusti 1965, är en svensk journalist. Han är uppvuxen i Iran men flydde till Sverige 1985. Tillsammans med Petter Beckman grundade han 2006 gratistidningen Södra Sidan, som delas ut till alla hushåll längs tunnelbanans Röda linje mellan Mälarhöjden–Norsborg samt Segeltorp i Stockholm. År 2011 grundade de även Norra Sidan, en systertidning som delas ut till hushåll omkring Järvafältet. De båda tidningarna har medborgarjournalistik som fokus och har som ambition att involvera grupper som inte känner sig inkluderade i mediebevakningen. Rouzbeh Djalaie var chefredaktör för Norra Sidan fram till februari 2015, då han lämnade tidningen och började arbeta på Sveriges Radio. Han tilldelades Svenska PEN:s Bernspris 2014.